# 아이소말툴로스
아이소말툴로스(영어: isomaltulose)는 포도당과 과당으로 구성된 이당류이다. 포도당과 과당은 α(1→6) 글리코사이드 결합으로 연결(화학명: 6-α-D-글루코피라노실-D-프럭토스)되어 있다. 아이소말툴로스는 꿀과 사탕수수 추출물에 존재한다. 아이소말툴로스는 수크로스(설탕)와 맛이 비슷하며, 단맛의 강도는 수크로스의 절반이다.

## 같이 보기
- 이당류
- 엿당
- 젖당
- 설탕